# Kensaku Abe
Kensaku Abe (født 13. maj 1980) er en tidligere japansk fodboldspiller.
Han har spillet for flere forskellige klubber i sin karriere, herunder Ventforet Kofu og Vissel Kobe.